# Otto Wagner (Fußballspieler, Arminia Bielefeld)
Otto Wagner war ein deutscher Fußballspieler.

## Werdegang
Der Außenstürmer Otto Wagner spielte in den frühen 1920er Jahren für Arminia Bielefeld. Mit der Arminia wurde er 1922 und 1923 jeweils westdeutscher Meister und qualifizierte sich damit für die Endrunde um die deutsche Meisterschaft. Beide Male scheiterten die Bielefelder allerdings in der ersten Runde, wobei Wagner in drei Endrundenspielen eingesetzt wurde und ohne Torerfolg blieb. Sein größter Erfolg war das Endspiel um die westdeutsche Meisterschaft am 22. April 1923 in Essen gegen TuRU Düsseldorf, bei dem Wagner drei Tore erzielte. Eines davon war der Ausgleich zum 3:3, das das Spiel in die Verlängerung brachte, das schließlich mit 4:3 gewonnen wurde.